# Gnophos signatus
Gnophos signatus är en fjärilsart som beskrevs av Galvagni. Gnophos signatus ingår i släktet Gnophos och familjen mätare. Inga underarter finns listade i Catalogue of Life.